# Wilhelm Bertrams
Wilhelm Bertrams SJ (* 6. Januar 1907 in Essen; † 31. Dezember 1995 in Münster) war ein deutscher Jesuit und Kirchenrechtler.

## Leben
Der Sohn des Polizeibeamten Wilhelm Bertrams und seiner Ehefrau Wilhelmine, geb. Bungers, trat er am 23. April 1926 in Exaeten ins Noviziat der Gesellschaft Jesu ein. Nach seinem Umzug nach Mittelsteine schloss er den ersten Ausbildungsabschnitt am 25. April 1928 mit den ersten Gelübden ab. Nach einem zweijährigen Interstiz als Präfekt am Aloisiuskolleg schlossen sich die vier Jahre dauernden theologischen Studien in Valkenburg aan de Geul an. Am 27. August 1936 wurde er zum Priester geweiht. Ab 1938 absolvierte er ein Spezialstudium des kanonischen Rechts, das er im Herbst 1941 mit dem Dr. iur. can. abschloss. Ab dann lehrte er an der Pontificia Universitas Gregoriana, zunächst im Fach Philosophie des Rechts und später auch Theologie des Rechts und setzte sie seit Oktober 1943 als Professor bis zu ihrem Ende im Sommer 1981 fort. Am 2. Juni 1981 siedelte er ins Altenheim in Münster um.

## Schriften (Auswahl)
- Der neuzeitliche Staatsgedanke und die Konkordate des ausgehenden Mittelalters. Rom 1950, OCLC 5188413.
- Der Zölibat des Priesters. Sinngehalt und Grundlagen. Würzburg 1962, OCLC 73256862.
- Papst und Bischofskollegium als Träger der kirchlichen Hirtengewalt. Die rechtstheologischen Voraussetzungen und deren Auswirkungen. München 1965, OCLC 14260674.
- Quaestiones fundamentales iuris canonici. Rom 1969, OCLC 3916738.